# ハーフ&ハーフ2 (フラチナリズムのアルバム)
『ハーフ＆ハーフ２』は、フラチナリズムの2ndフルアルバム。2017年5月17日に日本クラウンより発売。オリジナル曲6曲、カバー曲5曲が収録されている。

## 概要
フラチナリズムの2ndフルアルバム。2016年8月に発売された「ハーフ＆ハーフ」に続き、オリジナル曲とカバー曲、全11曲が収録されている。オリジナル曲は娘に対する父親の不器用な気持ちを歌った「帰っておいで」、ゆうばり国際ファンタスティック映画祭2017のイメージソングの「アイアイアイラブユー」など6曲。ジャケット写真はフラチナリズムのイメージである褌、法被ではなく、今回も普通の服をきているため、話題となった。

## 収録曲
1. やってらんねぇ
2. 恋愛レボリューション21（オリジナル：モーニング娘。）
3. アイアイアイラブユー
4. 君がいるだけで（オリジナル：米米CLUB）
5. 帰っておいで
6. なんてファンタスティック
7. あなたのキスを数えましょう 〜You were mine〜 （オリジナル：小柳ゆき）
8. MUGO・ん…色っぽい（オリジナル：工藤静香）
9. テトテ
10. 春夏秋冬（オリジナル：泉谷しげる）
11. KAN&PAI -THE GENESIS-

〈オリジナル6曲/カバー曲5曲〉
作詞／作曲 フラチナリズム（1、3、5、6、9、11）